# Blangy-Tronville
Blangy-Tronville is een gemeente in het Franse departement Somme (regio Hauts-de-France) en telt 553 inwoners (1999). De plaats maakt deel uit van het arrondissement Amiens. In de gemeente ligt het gesloten spoorwegstation Blangy-Glisy.

## Geografie
De oppervlakte van Blangy-Tronville bedraagt 12,6 km², de bevolkingsdichtheid is 43,9 inwoners per km².
De onderstaande kaart toont de ligging van Blangy-Tronville met de belangrijkste infrastructuur en aangrenzende gemeenten.

## Demografie
Onderstaande figuur toont het verloop van het inwonertal (bron: INSEE-tellingen).

## Externe links

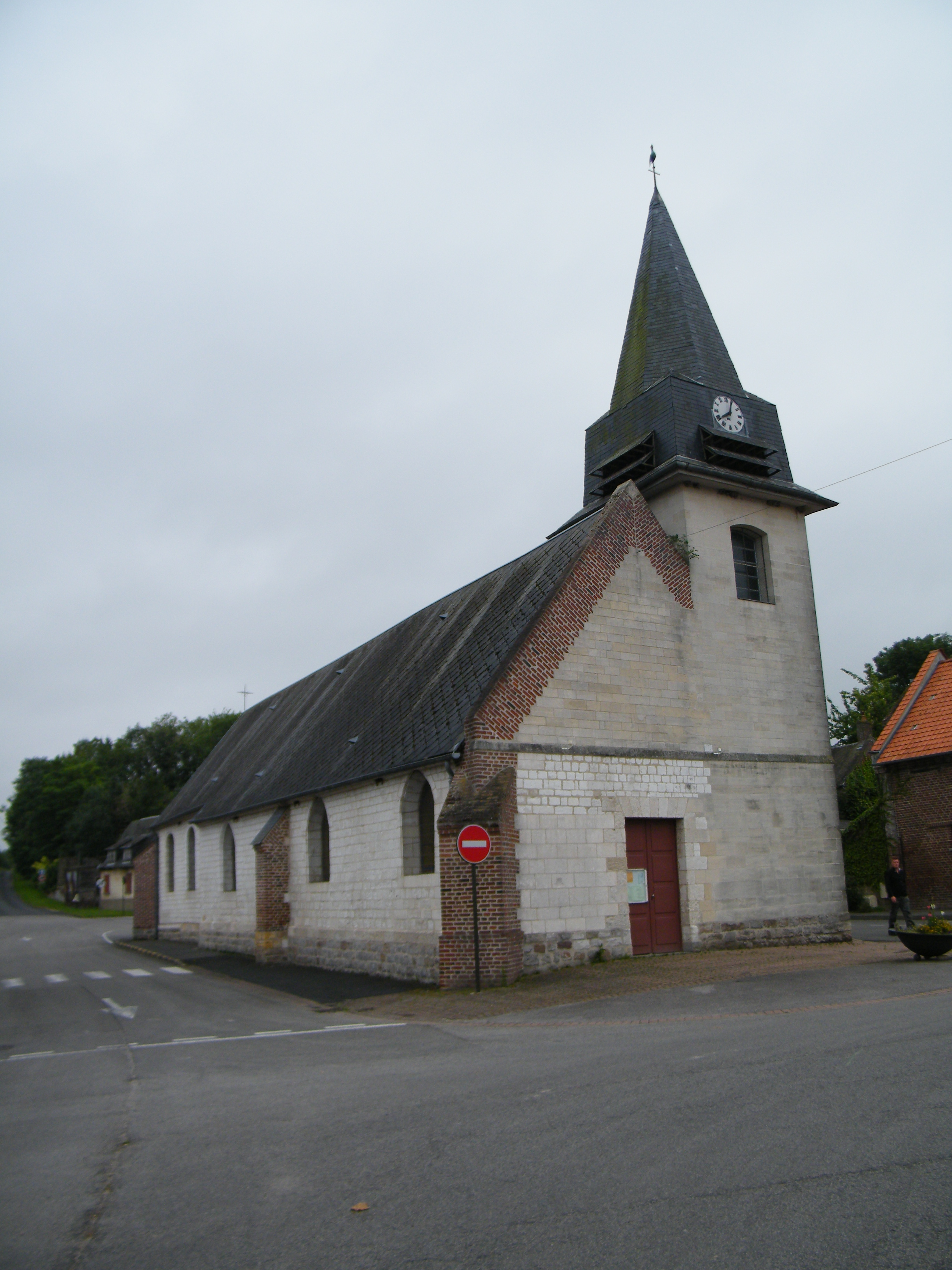
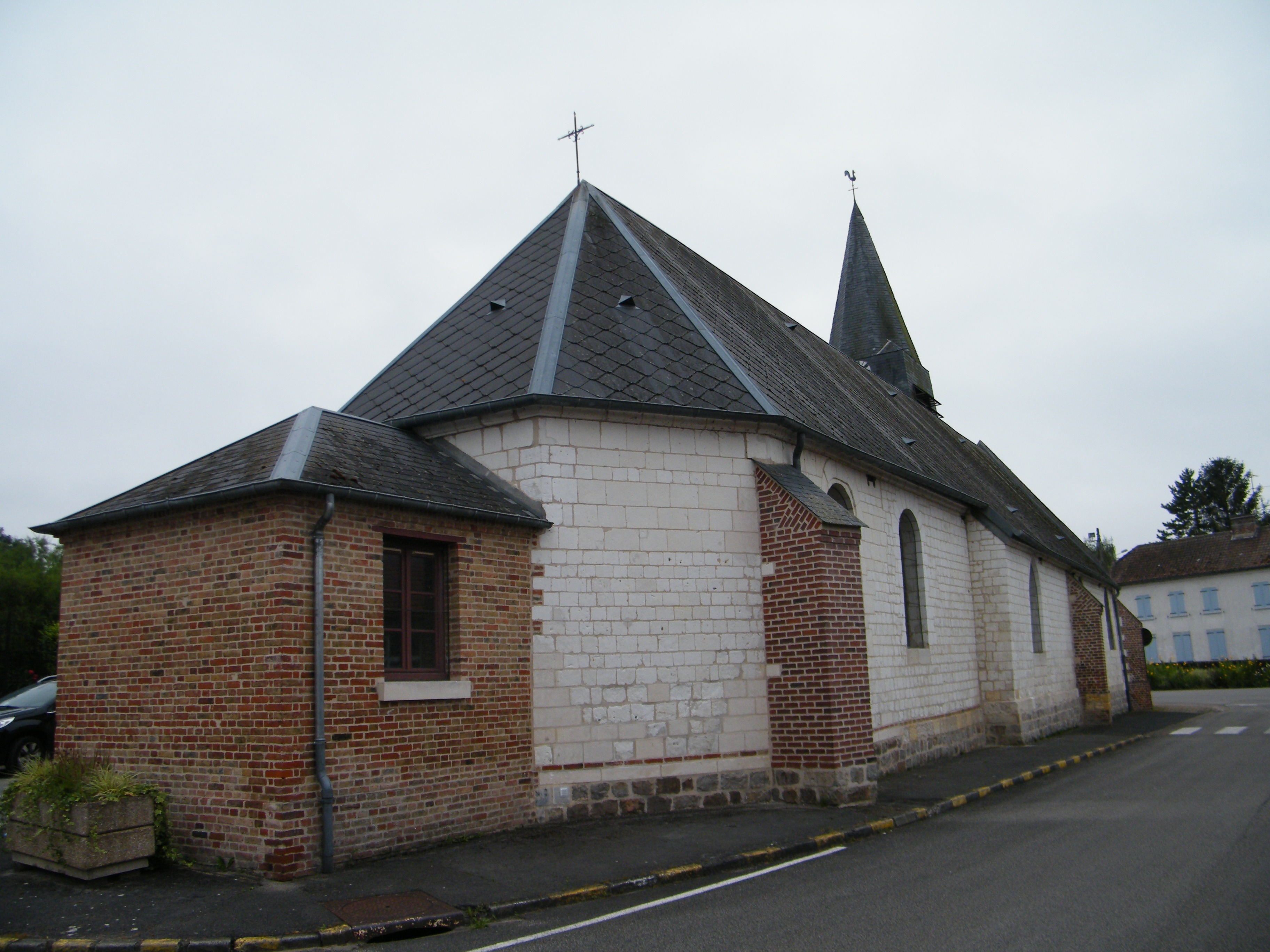
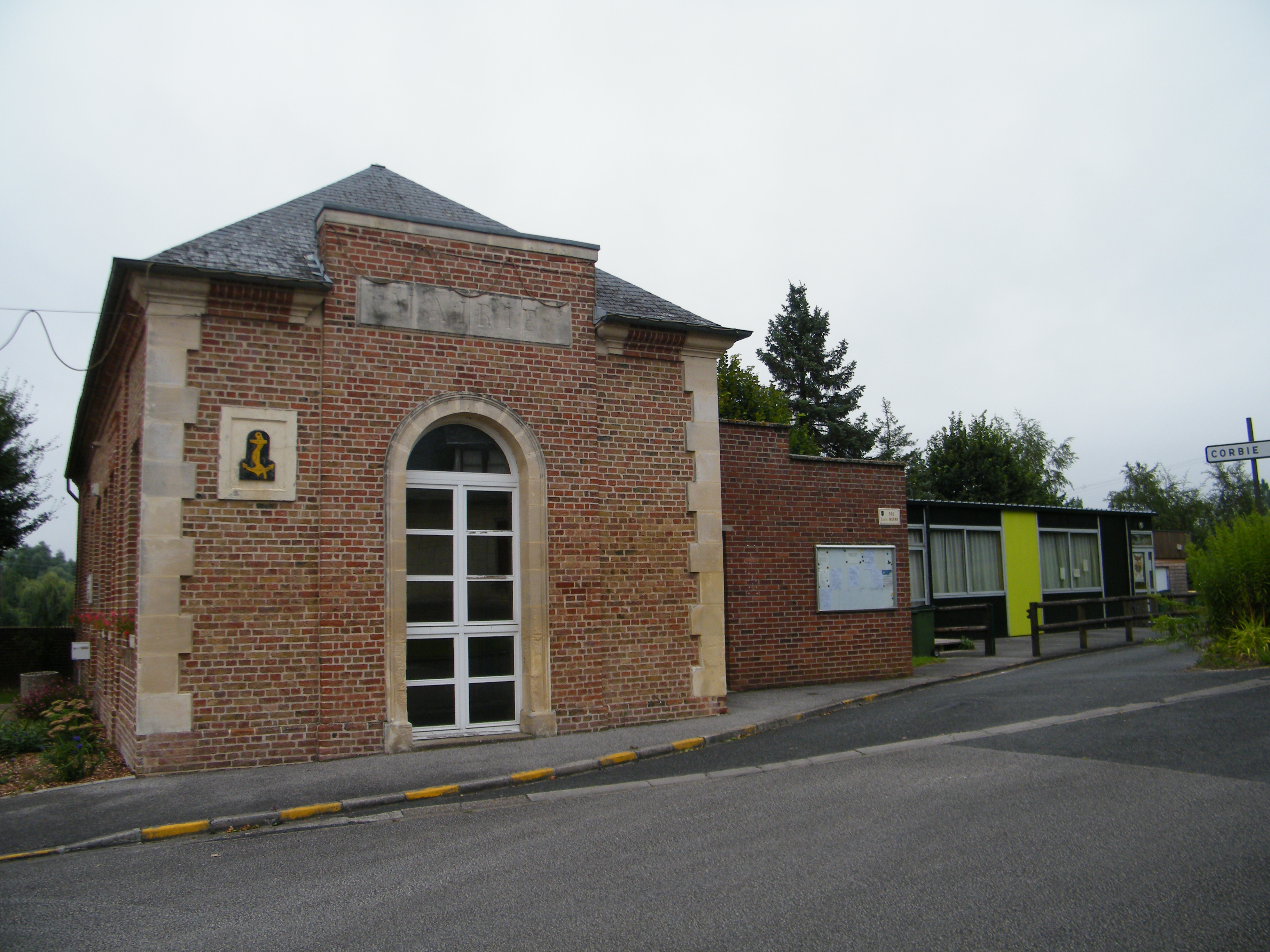
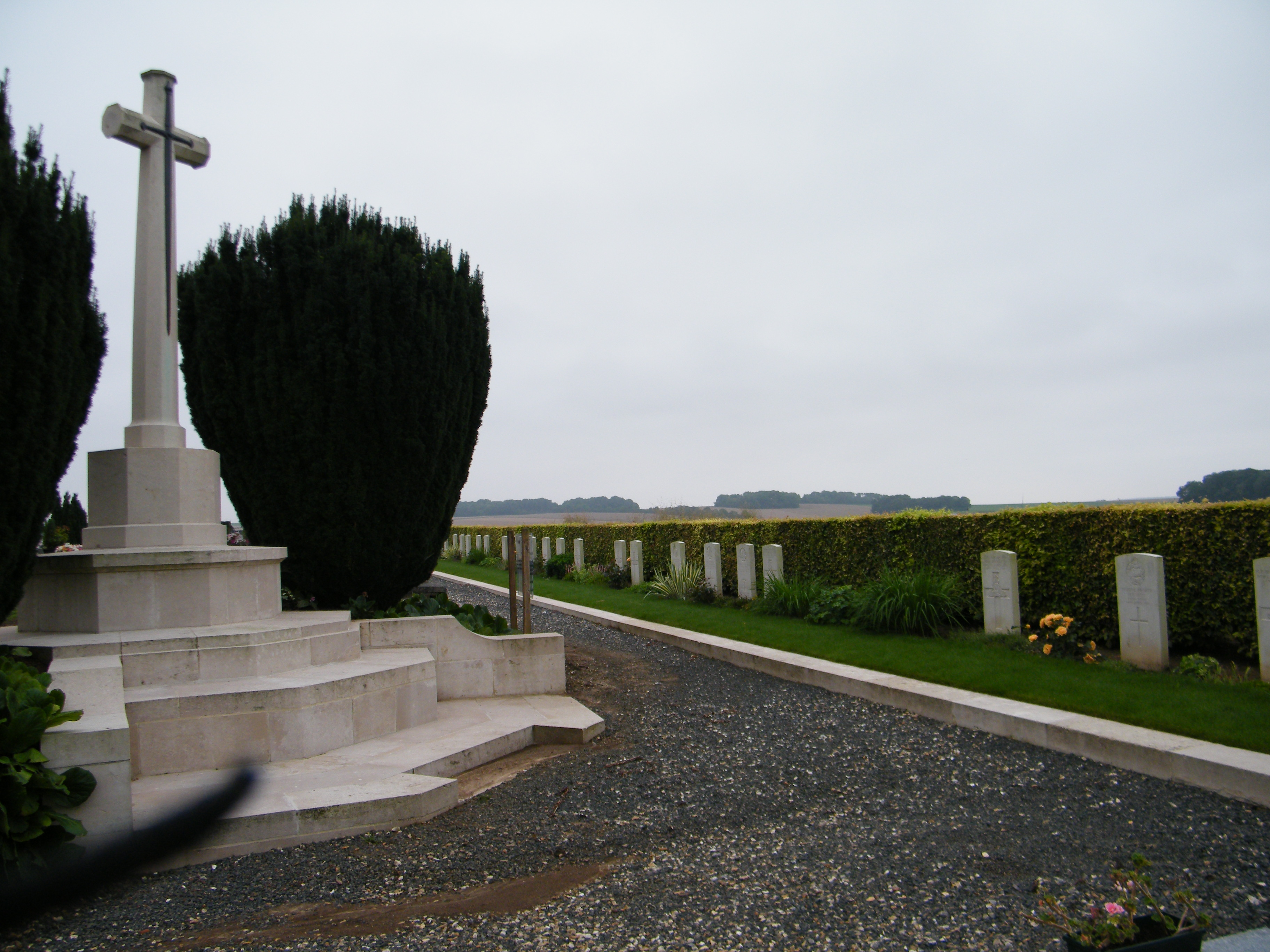